# ORP Wdzydze
ORP Wdzydze (646) – polski współczesny trałowiec redowy, wodowany 24 czerwca 1994 roku; ostatnia jednostka projektu 207M.
Bandera Marynarki Wojennej jednostki została podniesiona 2 grudnia 1994. ORP "Wdzydze" jest ostatnim z serii 4 trałowców redowych projektu 207M, będącą zmodernizowaną wersją trałowców projektu 207P Gardno, służących do poszukiwania i niszczenia min kontaktowych i niekontaktowych. Kadłub okrętu jest wykonany z laminatu poliestrowo-szklanego. 
ORP "Wdzydze" od początku działalności w składzie 13 dywizjonu Trałowców przebył 13 895 mil morskich, trałując 206 kilometrów kwadratowych powierzchni morza oraz stawiając w ramach ćwiczeń 34 różnego rodzaju miny.
W dniu 23 lipca 1997, w trakcie pełnienia dyżuru bojowego, załoga okrętu sprawdziła swoje bojowe umiejętności wykrywając i niszcząc ogniem artyleryjskim minę bojową. Załoga ORP "Wdzydze" miała sposobność podnosić swoje kwalifikacje i wielokrotnie sprawdzać poziom wyszkolenia biorąc udział w ćwiczeniach narodowych, jak i w ramach współpracy międzynarodowej w wielu przedsięwzięciach, takich jak Baltops, Murena, Rekin itp.
W czerwcu 2017 brał udział w międzynarodowych manewrach BALTOPS.

## Projekt i budowa
W połowie lat 60. XX wieku Polska Marynarka Wojenna znacznie rozbudowywała siły przeciwminowe, które liczyły 56 okrętów 5 typów, w tym dwa typu kutrów trałowych. Wraz z końcem lat 60. w Dowództwie Marynarki Wojennej (DMW) zrodziła się koncepcja budowy nowego typu trałowca redowego. W tym celu podjęto i przeprowadzono wiele analiz technicznych tak, że w 1968 roku opracowano wstępne wymagania taktyczno-techniczne nowych okrętów, których kadłuby miały być drewniane. Wkrótce jednak zarzucono tę koncepcję i rozpoczęto szereg prac naukowo-badawczych z zakresu konstrukcji i technologii okrętów z laminatów poliestrowo-szklanych (LPS), wyposażenia trałowego, czy też minimalizacji pól fizycznych. Na początku 1970 roku w Biurze Projektowo-Konstrukcyjnym Stoczni Północnej im. Bohaterów Westerplatte w Gdańsku, rozpoczęto prace projektowe nad nową jednostką małomagnetycznego trałowca redowego. Rolę głównego konstruktora sprawował mgr inż. Roman Kraszewski, którego później zastąpił mgr inż. Janusz Jasiński. Z ramienia Szefostwa Budowy Okrętów DMW nadzór sprawował kmdr Kazimierz Perzanowski. W tym samym roku ukończono analizę taktyczno-techniczno-ekonomiczną okrętu, który otrzymał numer projektowy 207 i jawny kryptonim Indyk. Jednostką prototypową, nosząca oznaczenie projektu 207D, był ORP „Gopło”
ORP „Wdzydze” był czwartą i ostatnią, ulepszoną w stosunku do projektu 207P jednostką z serii 207M (typu Mamry), zwodowano go 24 czerwca 1994 roku w Stoczni Marynarki Wojennej w Gdyni. W tym dniu też nadano nazwę okrętu; matką chrzestną była Halina Zalewska.

## Opis
Jest to jednostka małomagnetyczna, przeznaczona do poszukiwania i niszczenia min morskich kontaktowych i niekontaktowych postawionych w zagrodach minowych lub pojedynczo. Ograniczenie pola magnetycznego osiągnięto głównie dzięki zastosowaniu w konstrukcji kadłuba i pokładówki laminatu poliestrowo-szklanego. Trałowiec „Wdzydze” projektu 207M stanowi zmodernizowaną wersję okrętów 207P (typu Gardno). Zastosowano na nim nowszej generacji wyposażenie hydrolokacyjne, trałowe oraz artyleryjskie.

## Służba

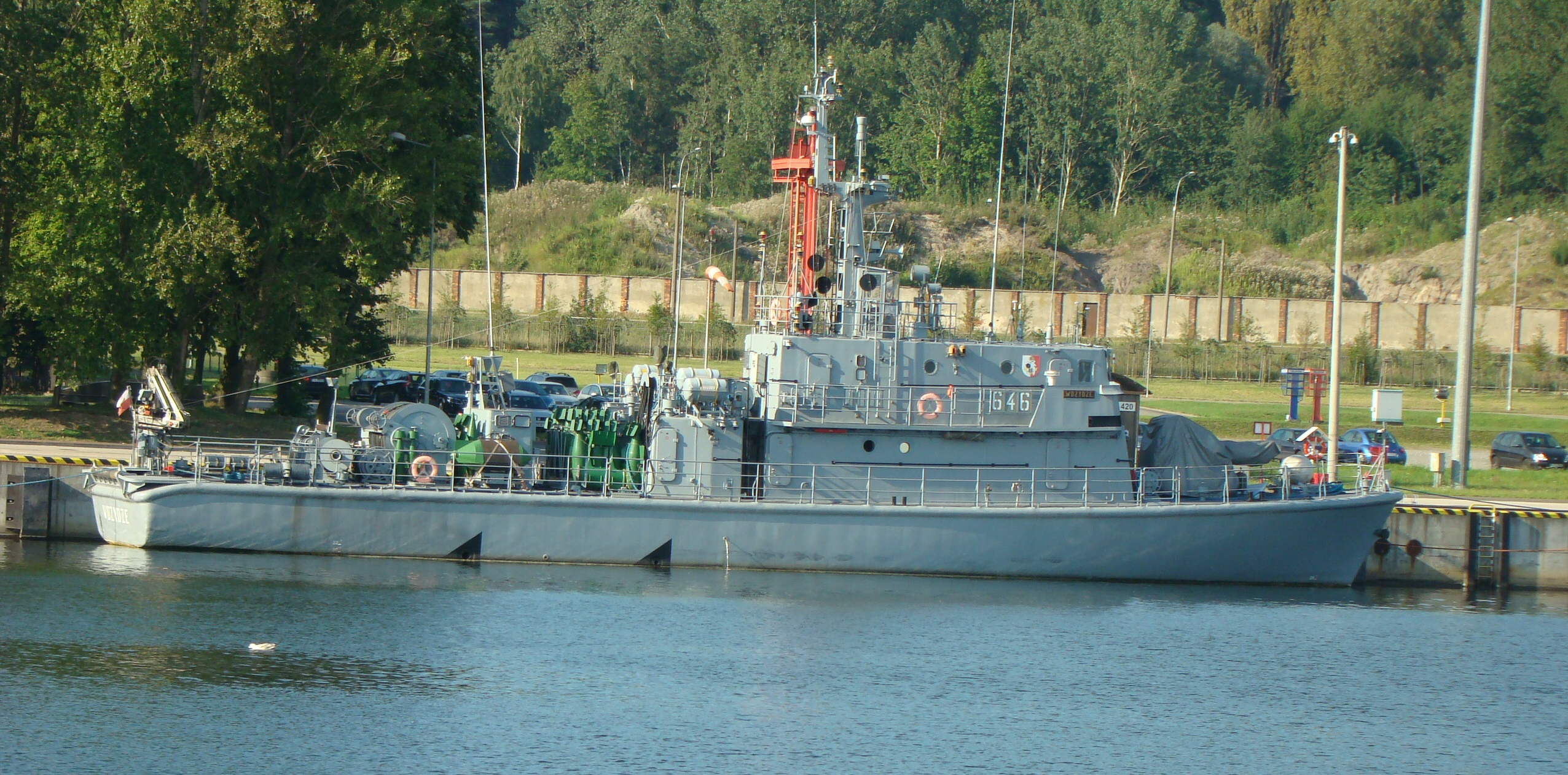
ORP „Wdzydze” w Gdyni, 2017

Do służby w Marynarce Wojennej przyjęty został 2 grudnia 1994 roku. Jednostka weszła do składu 13 Dywizjonu Trałowców 8 Flotylli Obrony Wybrzeża w Świnoujściu (początkowo należącego do 9 Flotylli Obrony Wybrzeża).
W dniach 21-25 maja 2001 roku ORP Wdzydze brał udział w międzynarodowych ćwiczeniach SQUADEX 01, wraz z niszczycielami min ORP „Mewa” i ORP „Czajka” oraz trałowcem ORP „Gopło”. W kwietniu 2003 jednostka reprezentowała Marynarkę Wojenną na międzynarodowych ćwiczeniach MCM SQNEX, wraz z trałowcem ORP Gopło i niszczycielem min ORP „Flaming” na wodach Południowego Bałtyku. 19 marca 2004, wraz z trałowcami ORP „Wigry” i ORP „Śniardwy” oraz śmigłowcem ratowniczym Mi-14PS brał w akcji poszukiwania pilota samolotu Su-22, z którym to utracono kontakt. Ostatecznie pilot został uratowany przez załogę śmigłowca.
W dniach 7- 20 czerwca 2008 roku okręt brał udział w międzynarodowych ćwiczeniach BALTOPS 08, wraz z trałowcem ORP „Mamry”. W październiku 2010 jednostka uczestniczyła w krajowych manewrach ANAKONDA 10.
W dniach 6-24 czerwca 2013 ORP Wdzydze uczestniczył w międzynarodowych ćwiczeniach BALTOPS 13, wraz z trałowcami ORP „Mamry”, ORP „Gopło”, ORP „Gardno”, ORP „Bukowo” i ORP „Hańcza”, okręt podwodnym ORP „Orzeł” oraz okrętem dowodzenia ORP „Kontradmirał Xawery Czernicki”, który w tym czasie był okrętem flagowym zespołu SNMCMG 1. Ćwiczenia odbywały się na wodach Bałtyku.
W dniach 23-25 stycznia 2016 roku jednostka wraz z grupą nurków minerów oraz niszczycielem min ORP Flamingi trałowcem ORP Gopło przeprowadził operację podniesienia a następnie przeholowania i zniszczenia niemieckiej miny dennej, która spoczywała w kanale portowym Portu Gdańsk, w rejonie Twierdzy Wisłoujście. W czerwcu 2016 uczestniczył w krajowych manewrach ANAKONDA 16, natomiast w październiku tego samego roku brał udział w krajowych manewrach WARGACZ 16.

## Kolejni dowódcy okrętu
- por. mar. Jarosław Handz
- kpt. mar. Andrzej Oziembłowski
- kpt. mar. Artur Rożek
- kpt. mar. Sławomir Budka
- kpt. mar. Bartosz Wójcik
- kpt. mar. Marcin Mortka